# Emilio Zucchi
Emilio Zucchi (Parma, 16 de marzo de 1963) es un poeta, crítico literario y periodista italiano.

## Biografía
Emilio Zucchi nació en Parma en 1963. Desde 1982 estudia en la Escuela de Magisterio de Parma  (luego Facultad de Letras y Filosofía). En 1985 comenzó a estudiar actuación en el teatro Due de la misma ciudad. Concluidos sus estudios a finales de los años 1980, Zucchi se dedica al periodismo y en 1990 es contratado en la Gazzetta di Parma.

## Actividad poética
En 1994 debutó como poeta con el librito " Il pane ", publicado por la editorial " Camparotto ", con prefacio de Leopoldo Carra. En 2001 publicó la colección poética " Il pioppo genuflesso ", editada por la editorial "Diabasis" con prefacio de Mario Luzi.En 2007 sacó a la luz el libro Tra le cose che aspettano, publicado por la editorial Passigli con un prefacio de Maurizio Cucchi. De 2010 es el poema breve "La médula del mal", que escenifica el sacrificio de las mujeres y los hombres de la Resistencia italiana.

## Obras
- Il pane. Pasian di Prato (Udine): Campanotto Editore. pp. pp. 65.
- Il pioppo genuflesso. Reggio Emilia: Diabasis. pp. pp. 64. ISBN 88-8103-121-3.
- Tra le cose che aspettano. Bagno a Ripoli: Passigli Editori. 2007. pp. pp. 41. ISBN 978-88-368-1050-5.
- Le midolla del male (Mario Luzi edición). Bagno a Ripoli: Passigli Editori. 2010. pp. pp. 55. ISBN 978-88-368-1238-7.